# Sustitución asociativa
La sustitución asociativa describe una trayectoria de reacción por la que los compuestos intercambian ligando. La terminología se suele aplicar a complejos de coordinación y organometálicos, pero se asemeja al mecanismo SN2 en química orgánica. La trayectoria opuesta es la sustitución disociativa, que es análoga al mecanismo SN1. Existen trayectorias intermedias entre las trayectorias de asociación pura y disociación pura, que son llamadas mecanismos de intercambio.
Las trayectorias asociativas están caracterizadas por la unión del donante de electrones atacante para producir un intermediario discreto, detectable, seguido por la pérdida de otro ligando. Los complejos que sufren sustituciones asociativas son insaturados coordinativamente o contienen un ligando que puede cambiar su enlace al metal, por ejemplo, cambio en su hapticidad, o flexión en el caso del NO. En catálisis homogénea, la trayectoria asociativa es deseable porque el evento de enlace, y de ahí la selectividad de la reacción, depende no sólo de la naturaleza del catalizador metálico, pero también del sustrato.
Algunos ejemplos de mecanismos asociativos se encuentran comúnmente en la química de los complejos metálicos cuadrados planos de 16 electrones, como el complejo de Vaska y el tetracloroplatinato. Estos compuestos (MX4) pueden enlazar al ligando Y entrante (sustituyente) para formar intermediarios pentacoordinados MX4Y que, en una subsecuente etapa, disocian uno de sus ligandos. La disociación de Y resulta en que no hay una reacción neta, pero la disociación de X resulta en la sustitución neta, formando el complejo de 16 electrones MX3Y. Típicamente, la primera etapa es la etapa limitante de reacción. En consecuencia, la entropía de activación en negativa, lo que indica un incremento en el orden del sistema. Estas reacciones siguen cinéticas de segundo orden: la velocidad de aparición del producto depende tanto de la concentración de MX4 y Y.

## Trayectoria de intercambio asociativo
En muchas reacciones de sustitución, no se observa intermediarios bien definidos. Cuando la velocidad de tales procesos está influencia por la naturaleza del ligando entrante, la trayectoria es denominada intercambio asociativo, abreviado Ia. Es representativa de la trayectoria regular la reacción de intercambio entre agua bruta y coordinada en [V(H2O)6]2+. En contraste, el ion ligeramente más compacto [Ni(H2O)6]2+ intercambia agua vía el proceso Id.

## Efectos del apareamiento de iones
Los complejos policatiónicos tienden a formar pares de iones con aniones, y estos pares frecuentemente sufren reacciones vía la trayectoria Ia. El nucleófilo sujeto electrostáticamente intercambia posiciones con un ligando en la primera esfera de coordinación, resultando en la sustitución neta. Un proceso ilustrativo proviene de la "anación" (reacción con un anión) del complejo hexaacuocromo(III):
[Cr(H2O)6]3+  +  SCN- {\displaystyle {\overrightarrow {\leftarrow }}}  {[Cr(H2O)6], NCS}2+
{[Cr(H2O)6], NCS}2+ {\displaystyle {\overrightarrow {\leftarrow }}}  [Cr(H2O)5NCS]2+  +  H2O

## Efectos especiales de los ligandos
En situaciones especiales, algunos ligandos participan en las reacciones de sustitución dirigiendo las trayectorias asociativas. Estos ligandos pueden adoptar motivos múltiples para enlazarse al metal, cada una de las cuales involucra un número diferente de electrones "donados". Un caso clásico es el efecto indenilo, en el que un ligando indenilo cambia reversiblemente de coordinación pentahapto (η5) a trihapto (η3). Otros ligandos pi se comportan de esta forma, por ejemplo el ligando alilo (η3 a η1) y el naftaleno (η6 to η4). El óxido nítrico típicamente se une a los metales en una disposición lineal MNO, donde se dice que el óxido de nitrógeno es un donador 3e- al metal. En el curso de reacciones de sustitución, la unidad MNO puede flexionarse, convirtiendo al ligando lineal NO de 3e- al ligando flexionado NO de 1e-.

## Mecanismo Sn1CB
La velocidad de la hidrólisis de los complejos de halogenuro y amino de cobalto(III) es engañosa, pareciendo ser asociativa, pero procediendo en realidad por una trayectoria alterna. La hidrólisis de [Co(NH3)5Cl]2+ sigue una cinética de segundo orden: la velocidad aumenta linealmente con la concentración de hidróxido, así como del complejo inicial. Basándose en esta información, parecería ser que las reacciones proceden vía un ataque nucleofílico del anión hidróxido al cobalto. Sin embargo, los estudios muestran que el hidróxido deprotona un ligando NH3 para producir la base conjugada del complejo inicial, o sea, [Co(NH3)4(NH2)Cl]+. En este monocatión, el anión cloruro se disocia espontáneamente. Esta trayectoria es denominada mecanismo Sn1CB.